# 大平町西水代
大平町西水代（おおひらまちにしみずしろ）は、栃木県栃木市の大字。郵便番号は329-4423。
　

## 地理
栃木市の中部、大平地域水代地区の中央部に位置する。北で大平町新、大平町西野田、東で大平町榎本、及び東部を南北に流れる永野川を境に小山市上泉・押切、南で大平町伯仲、西で岩舟町静戸と接する。
南部を国道50号（岩舟小山バイパス）、北部を栃木県道36号岩舟小山線（旧・国道50号）がそれぞれ東西に通過する。栃木県道36号岩舟小山線（旧・国道50号）・栃木県道252号蛭沼川連線沿いに住宅街が置かれ、その周辺にとりせん大平店など商業施設の集積が見られる。南部にはいすゞ自動車栃木工場やこれに付随する関連工場が立地した工業地域となっている。
なお現在では西水代のみであるが、永野川を挟んで東側に隣接する榎本は1874年（明治7年）4月に改称するまで「東水代（ひがしみずしろ）」と呼ばれていた。

### 河川
- 永野川
- 赤津川

### 地区
- 上（かみ）
- 下（しも）
- 瓜畑（うりはた）
- 庚塚（かのえづか）

### 小・中学校の学区
市立小・中学校に通う場合、学区は以下の通りとなる。
| 番地 | 小学校               | 中学校               |
| ---- | -------------------- | -------------------- |
| 全域 | 栃木市立大平南小学校 | 栃木市立大平南中学校 |

## 歴史
沿革
- 1889年（明治22年）4月1日 - 町村制施行により、栃木県下都賀郡西水代村が同郡新村、西野田村、榎本村、伯仲村と合併し水代村が成立、水代村大字西水代となる。
- 1956年（昭和31年）9月30日 - 水代村が富山村、瑞穂村と合併し大平村が成立、大平村大字西水代となる。
- 1961年（昭和36年）11月3日 - 大平村が町制施行し大平町が成立、大平町大字西水代となる。
- 2010年（平成22年）3月29日 - 大平町が栃木市（旧）、藤岡町、都賀町と合併し栃木市（新）が成立。同時に地域自治区「大平町」が設置され、栃木市大平町西水代となる。（同時に「大字」の表記を削除）

## 世帯数と人口
2017年（平成29年）8月31日現在の世帯数と人口は以下の通りである。
| 大字         | 世帯数    | 人口    |
| ------------ | --------- | ------- |
| 大平町西水代 | 1,713世帯 | 4,257人 |

### 人口の変遷
総数 [戸数または世帯数：  、人口：  ]
| 1983年（昭和58年） | 695世帯 2,739人   |
| 2010年（平成22年） | 1,535世帯 4,348人 |
| 2017年（平成29年） | 1,675世帯 4,248人 |

## 施設
- 大平水代郵便局
- 栃木市立大平南小学校
- 大平みなみ幼稚園

## 交通
路線バス
- ふれあいバス部屋線（栃木駅 - 倭町 - 片柳 - 川連 - 富田 - 水代 - 蛭沼 - 部屋）
  - とりせん大平店 - 大平南小入口 - いすゞ北口 - いすゞライネックス前

道路
- 国道50号（岩舟小山バイパス）
- 栃木県道36号岩舟小山線（旧・国道50号）
- 栃木県道252号蛭沼川連線

## 出身者
- 田村律之助 - 栃木県の「ビール麦の父」[7][8]。